# Уарте-Аракіль
Уарте-Аракіль (баск. Uharte-Arakil (офіційна назва), ісп. Huarte-Araquil) — муніципалітет в Іспанії, у складі автономної спільноти Наварра. Населення — 841 особа (2009).
Муніципалітет розташований на відстані близько 310 км на північний схід від Мадрида, 28 км на північний захід від Памплони.
На території муніципалітету розташовані такі населені пункти: (дані про населення за 2009 рік)
- Амургін: 18 осіб
- Уарте-Аракіль: 823 особи
- Сан-Мігель: 0 осіб
- Самарце: 0 осіб

## Демографія
Динаміка населення (INE ):

## Галерея зображень

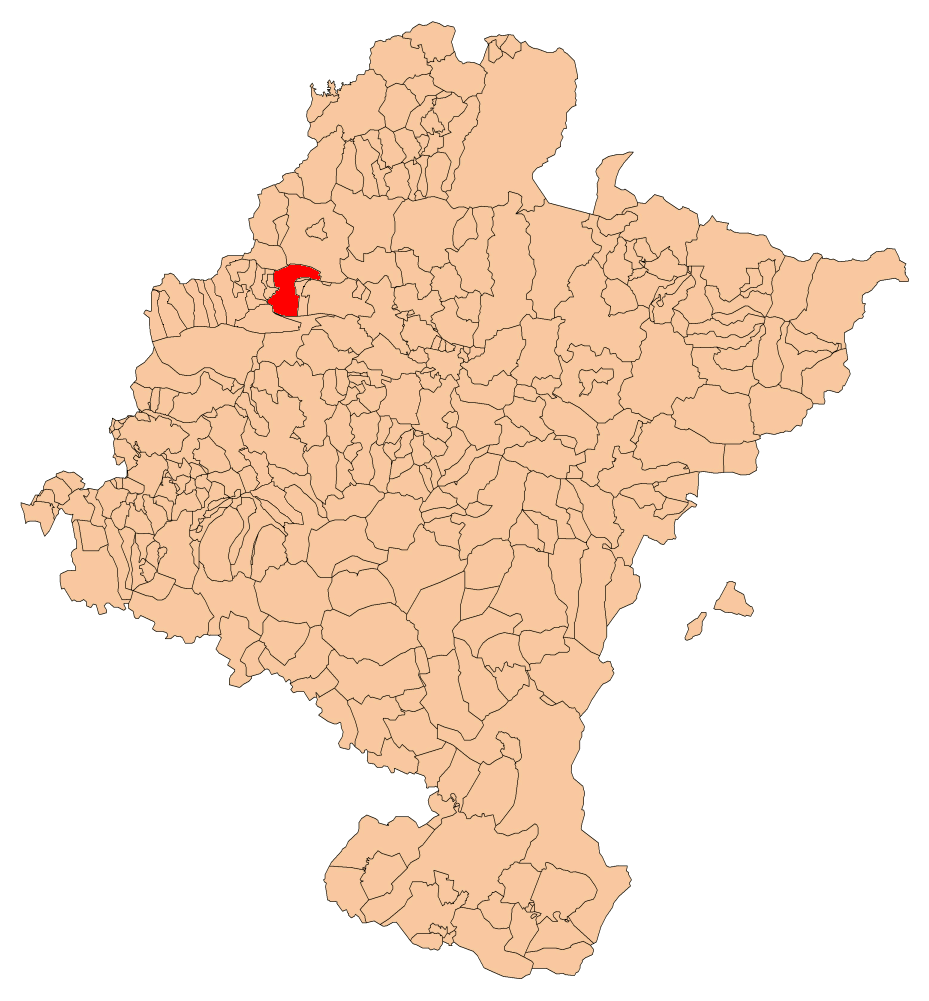
Розташування муніципалітету